# Nicola Di Bari (1971)
Nicola Di Bari è il terzo album del cantante italiano Nicola Di Bari, pubblicato su 33 giri dalla RCA Italiana (catalogo PSL 10494 ) nel 1971.

## Il disco
L'album contiene il brano Il cuore è uno zingaro, vincitore del Festival di Sanremo 1971.

## Tracce
Lato A
1. Il cuore è uno zingaro (testo: Franco Migliacci – musica: Claudio Mattone)
2. Anima (testo: Nicola Di Bari, Saro Leva – musica: Gian Franco Reverberi)
3. Una strada nel sole (testo: Nicola Di Bari, Saro Leva – musica: Nicola Di Bari)
4. Capirò (testo: Franca Evangelisti, Randy Newman – musica: Randy Newman)
5. Pioverà pioverà (testo: Mogol – musica: Nicola Di Bari)
6. Zapponeta (Nicola Di Bari)

Lato B
1. Una ragazzina come te (testo: Giuseppe Lo Bianco – musica: Bobby Darin)
2. È sera (Claudio Mattone)
3. Il ragazzo del sud (testo: Antonello De Sanctis – musica: Tradizionale, rielaborata da Paolo Ormi)
4. Una storia di mezzanotte (testo: Mogol – musica: Nicola Di Bari)
5. ...e lavorare (testo: Mogol – musica: Nicola Di Bari)
6. Agnese (Nicola Di Bari)

## Musicisti
- Nicola Di Bari - voce
- Orchestra di Gian Piero Reverberi - archi
- Orchestra di Paolo Ormi - archi
- I 4 + 4 di Nora Orlandi - cori
- Le Voci Blu - cori